# 헴 O
헴 O(영어: heme O)는 고리의 8번 위치에 폼일기 대신에 메틸기가 있다는 점에서 헴 A와 다르다. 2번 위치의 아이소프레노이드 사슬은 동일하다.
대장균에서 발견되는 헴 O는 포유류의 산소 환원에서의 헴 A와 유사한 방식으로 기능한다.

## 같이 보기
- 헴
- 헴 A
- 헴 B
- 헴 C